# Симеон Гелевски
Симеон Борисов Гелевски (на македонска литературна норма: Симеон Борисов Гелевски) е виден юрист от Северна Македония.

## Биография
Роден е на 17 октомври 1942 година в Куманово, тогава анексиран от Царство България. В 1956 година отива да учи гимназия в Скопие, вече във Федерална Югославия. В 1967 година завършва Юридическия факултет на Скопския университет. Става асистент в университета по административно право. В 1975 година става магистър с теза „Характер и действие на съдебните решения в нашия административен спор“, а в 1982 година доктор с теза „Положението и ролята на администрацията в обществената и политическа система на Югославия“ в Юридическия факултет на Белградския университет.
В Юридическия факултет в Скопие е редовен професор по административно процесуално право, административен съд и административна процедура, декан (1990 – 1991) и ръководител на Института за политически науки. Като експерт по административни спорове и административни съдилища е съдия във Върховния съд (1984 – 1986 и 1999 – 2000) и председател на Върховния съд на Република Македония (2000 – 2002). Участва в годишните конференции на председателите на върховните съдилища в Сан Франциско, Варшава, Страсбург, Париж и други. Член е на европейски асоциации за публична администрация. Автор е на университетски учебници. Като експерт е бил ангажиран от правителството на Република Македония при изготвянето на „Закона за държавната администрация“ (1995), „Закона за административните спорове“ (1996) и „Закона за административното производство“ (1996) и е участвал в работни групи за изготвянето на „Закона за раздържавяването“, „Закона за противодействие на корупцията и конфликт на интереси“. Автор е на Кодекса за етика на пибличната администрация на СФРЮ.